# Marseillaise (tàu tuần dương Pháp) (1935)
Marseillaise là một tàu tuần dương hạng nhẹ của Hải quân Pháp thuộc lớp La Galissonnière bao gồm sáu chiếc được chế tạo trước Chiến tranh Thế giới thứ hai. Tên của nó được đặt theo La Marseillaise, bài quốc ca của Pháp. Trong chiến tranh, nó phục vụ cùng với phe Vichy Pháp và đã bị đánh đắm tại Toulon vào ngày 27 tháng 11 năm 1942.

## Thiết kế và chế tạo
Thiết kế của lớp La Galissonnière hình thành dựa trên sự cạnh tranh chạy đua vũ trang giữa Pháp và Ý, đối thủ tiềm năng chủ yếu của họ tại Địa Trung Hải. Với trọng lượng choán nước vào khoảng 7.000-9.000 tấn, dàn pháo chính bao gồm chín khẩu pháo 152 mm (6,0 in)/55 calibre bố trí trên ba tháp pháo ba nòng, vỏ giáp khá tốt và tốc độ tối đa lên đến 31–32 kn (57–59 km/h), lớp La Galissonnière tương đương hay vượt trội hơn ở nhiều khía cạnh so với các thế hệ của lớp tàu tuần dương Condottieri của Hải quân Ý, nhưng chỉ ngang bằng hay kém hơn so với các tàu tuần dương hạng nhẹ của Anh hay Đức đương thời.
Marseillaise được đặt lườn tại xưởng đóng tàu của hãng AC Loire ở thành phố Nantes vào ngày 23 tháng 10 năm 1933. Nó được hạ thủy vào ngày 17 tháng 7 năm 1935 và đưa ra hoạt động cùng Hải quân Pháp vào ngày 10 tháng 10 năm 1937.

## Lịch sử hoạt động
Khi được đưa vào hoạt động, Marseillaise gia nhập Hải đội Địa Trung Hải Pháp và được đặt làm soái hạm của Chuẩn đô đốc Decoux vào năm 1938. Đến tháng 1 năm 1939, nó cùng với các tàu chị em La Galissonnière và Jean de Vienne hình thành nên Hải đội Tuần dương 3, đặt căn cứ tại Casablanca và sau đó là tại Bizerte.
Nó có mặt tại Toulon khi Chiến tranh Thế giới thứ hai nổ ra như là soái hạm của Hải đội 4 trong thành phần Lực lượng Z. Vì Ý tiếp tục giữ trung lập tại Địa Trung Hải, Marseillaise và Jean de Vienne đã tham gia vận chuyển đến Canada một phần dự trữ vàng của Ngân hàng Pháp Quốc vào tháng 12 năm 1939 và vận chuyển binh lính tại Địa Trung Hải vào tháng 3 năm 1940.
Đối diện với thái độ ngày càng không minh bạch của Ý, vào tháng 4 năm 1940, hạm đội Pháp được tái tổ chức. Marseillaise cùng Hải đội Tuần dương 3 được gửi đến Bizerte trong thành phần Lực lượng Bắn phá để bảo vệ quyền lợi của Pháp tại Bắc Phi nếu như Ý tham chiến. Sau khi Pháp đầu hàng, nó quay trở về Toulon vào ngày 4 tháng 7 năm 1940. Do vụ Hạm đội Anh tiêu diệt Hạm đội Pháp tại Mers-el-Kebir vào tháng 6 năm 1940, Đức trì hoãn việc giải giáp hạm đội Pháp, và Marseillaise được đưa về một đơn vị gọi là Lực lượng Biển khơi mới thành lập; lực lượng này hầu như không đi ra biển do bị thiếu hụt nhiên liệu.
Sau khi phe Đồng Minh đổ bộ thành công lên Bắc Phi vào tháng 11 năm 1942, Đức xâm chiếm vùng tự do của Pháp và tìm cách chiếm các tàu chiến Pháp tại Toulon; do đó hầu hết các con tàu của Hạm đội Pháp còn lại tại Toulon đã bị đánh đắm vào ngày 27 tháng 11 năm 1942. Thuyền trưởng của Marseillaise ra lệnh đặt các khối thuốc nổ và mở các van chỉ một bên mạn của con tàu, bỏ qua mệnh lệnh đánh chìm con tàu ở tư thế cân bằng. Lính biệt kích Đức đã đến cạnh con tàu, bị từ chối không cho lên tàu, nhưng đã không gây áp lực mạnh. Họ chỉ đứng cạnh cầu cảng quan sát chiếc tàu tuần dương từ từ lật úp. Các sĩ quan cuối cùng bỏ tàu khi các khối chất nổ phá tung con tàu gây ra một đám cháy lớn. Các sĩ quan Pháp bị bắt giữ, và con tàu cháy trong 7 ngày.
Sau chiến tranh, xác tàu đắm của Marseillaise bị tháo dỡ trong các năm 1946-1947.